# Megara Hyblaea

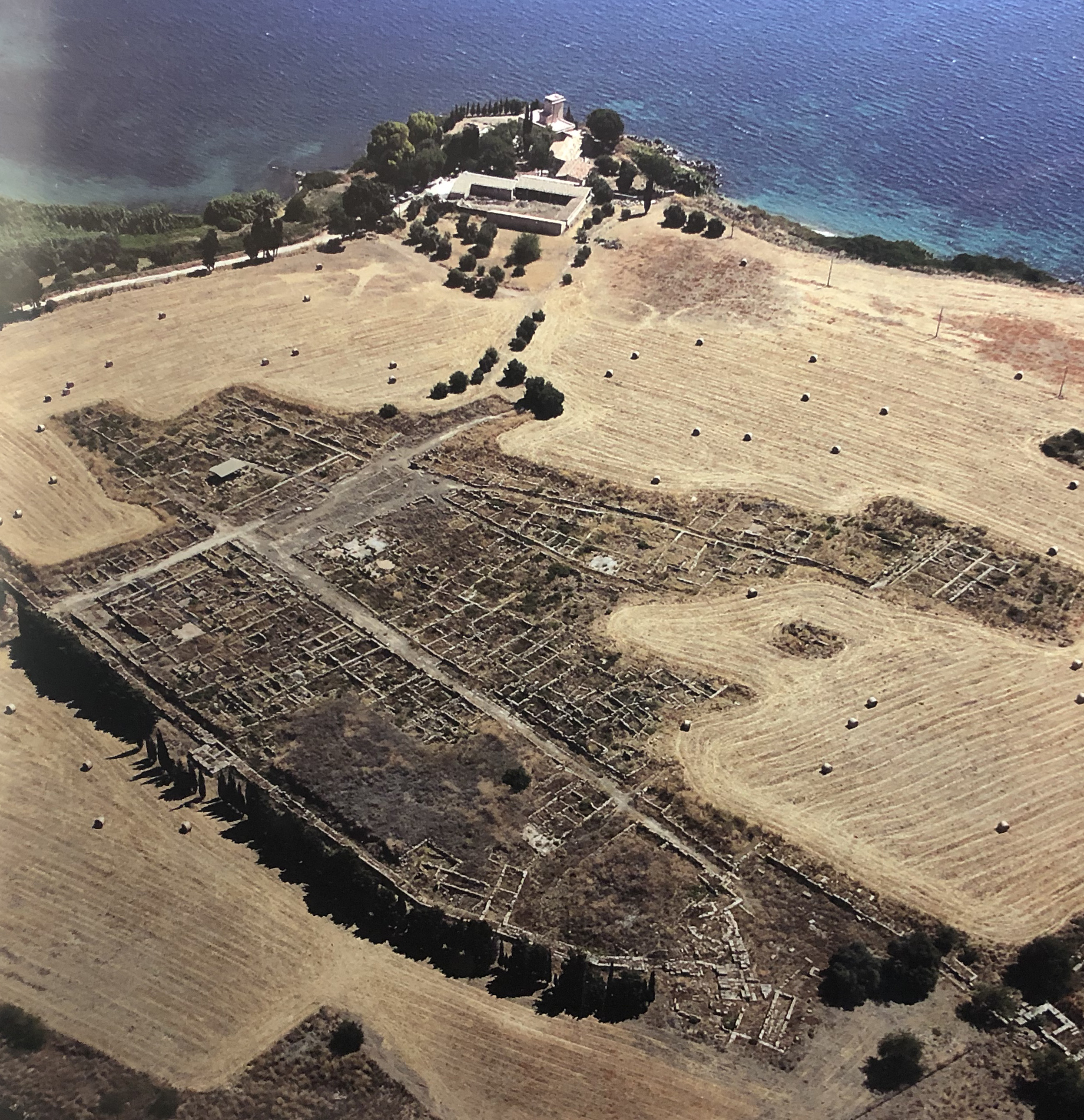
Megara Hyblaea

Megara Hyblaea oder Megara Hyblaia (altgriechisch Μέγαρα Ὑβλαία (n. pl.)) war eine der ältesten griechischen Städte auf Sizilien. Der Ort liegt 21 km nördlich von Syrakus und zehn Kilometer südlich von Augusta. Die Ausgrabungsstätte liegt heute inmitten des Industriegebietes Augusta-Priolo.

## Geschichte

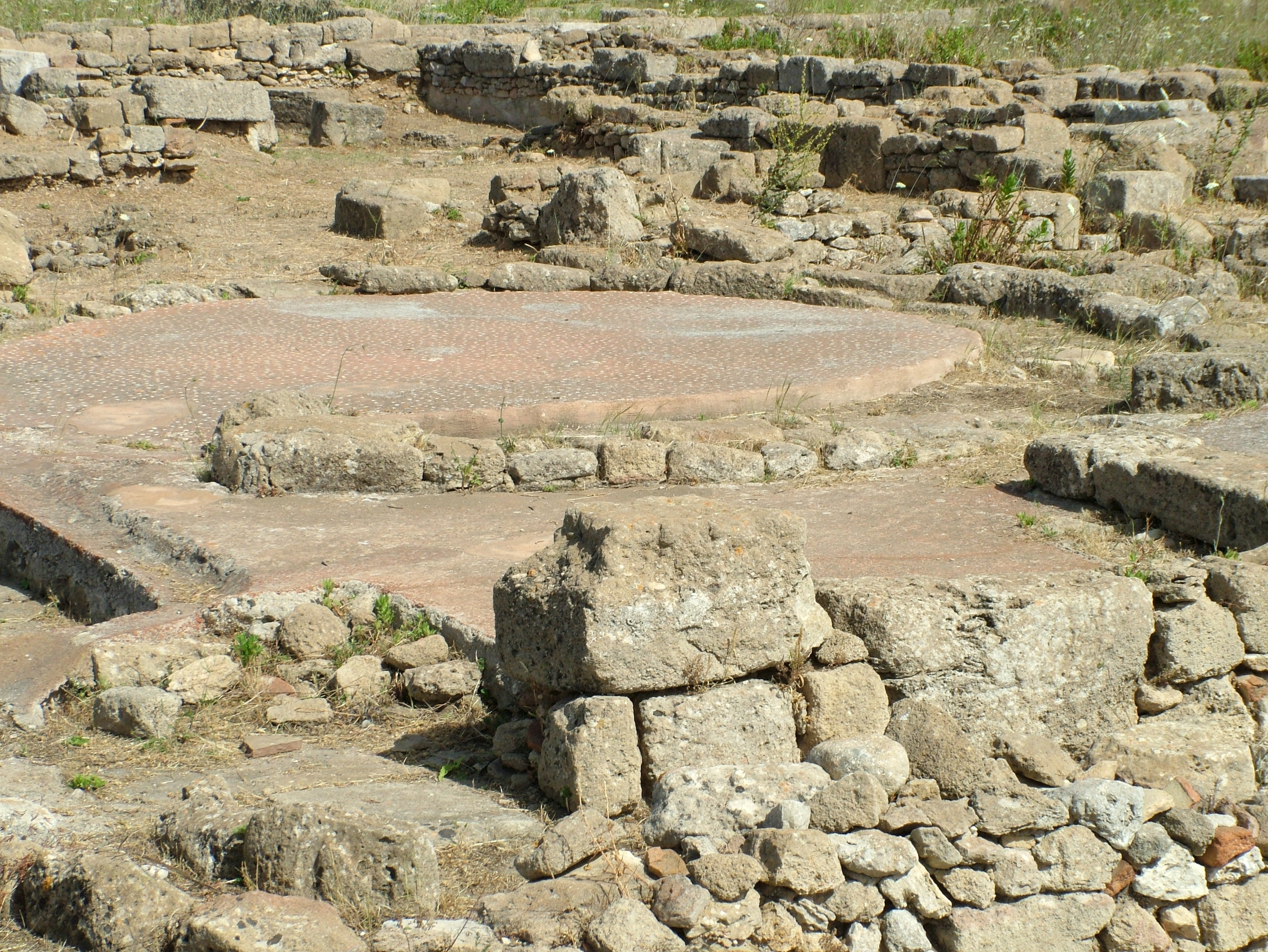
Megara Hyblaea, Ausgrabungen

Megara Hyblaea wurde 729 v. Chr. von Siedlern aus Megara in Griechenland gegründet. Sie war eine der ältesten griechischen Kolonien auf Sizilien. Die Stadt verdankte ihr Aufblühen dem Seehandel.
Die erste griechische Siedlung war in Weilern organisiert, die jeweils von einer Großfamilie bewohnt wurden. Die Lage dieser Weiler lassen sich heute nur noch anhand von Vorratsgruben identifizieren, da die Gebäude aus organischen Materialien bestanden. Im Nordwesten des rund 60 ha großen Siedlungsplateaus waren Überreste einer steinzeitlichen Siedlung vorhanden, die die neuen Bewohner als Kultstätte nutzten. Um 700 v. Chr. wurden ein Wall um die Siedlung und mehrere Straßen angelegt und in der Folge erweitert. Dabei entstanden eine Gliederung in das Hauptheiligtum als Ausgangspunkt der Straßen, Wohnbereiche mit trapezförmigen, voneinander getrennten Parzellen, ein zentraler Versammlungsplatz und Grabstätten außerhalb des Walls. Es handelt sich um die erste nachgewiesene planmäßige Anlage einer Agora.
Wegen des Wachstums der Stadt wanderten im 7. Jahrhundert v. Chr. einige Bewohner ab und gründeten etwa 650 v. Chr. Selinunt.
483 v. Chr. wurde die Stadt von Gelon von Syrakus zerstört. Um 340 v. Chr. wurde sie von Timoleon wieder aufgebaut und 213 v. Chr. von den Römern endgültig zerstört.

## Forschungsgeschichte
Georges Vallet und François Villard begannen 1949 für die École française de Rome die Erforschung von Megara Hyblaea, die bis heute andauert (Stand: 17. Oktober 2013).

## Sehenswürdigkeiten
- Im Antiquarium auf dem Gelände der Ausgrabung findet sich ein Teil der Funde, andere sind im Archäologischen Museum von Syrakus ausgestellt.
- Auf dem Gelände sind Befestigungsanlagen, Wohnhäuser, Tempel und andere Gebäude gefunden worden.